# Gabriel & Jäger

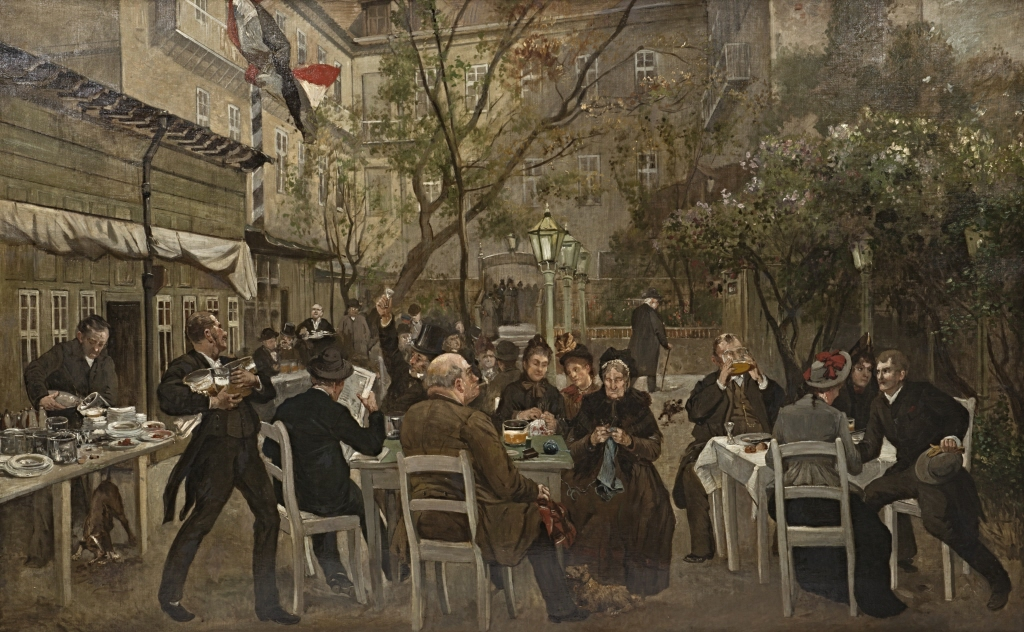
Franz Skarbina: Weißbierausschank im Hinterhofgarten – Garten der Berliner Weißbierbrauerei Gabriel & Jäger, um 1878

Gabriel & Jäger war eine Berliner Weißbier-Brauerei, die um das Jahr 1875 in Berlin von dem Gastwirt Friedrich Wilhelm Gabriel und dem Bierverleger R. Jäger gegründet worden war. Die Bierproduktion endete in den 1910er Jahren.

## Lage und Produkte
Die Brauerei hatte ihren Standort in der Choriner Straße 85/86 zu Berlin. Außerdem unterhielt sie direkt neben ihren Brauanlagen einen eigenen Biergarten (siehe Bild).
Erzeugt wurde zunächst Weißbier; gebraut wurde auch Braunbier in größeren Mengen. Gabriel & Jäger galten zeitweise als die bedeutendste Berliner Weißbierbrauerei. Ein Teil gebrauten Bieres wurde direkt vom Hof der Brauerei verkauft, was der Maler Franz Skarbina in einem Gemälde festhielt. Gustav Stresemann erwähnt exemplarisch diese Brauerei in seiner Dissertation für die zu seiner Zeit wachsende Bedeutung des Jungbierverkaufs.

## Geschichte
Im Jahr 1887 betrug der Ausstoß 86.000 Hektoliter (hl) Weißbier und eine nicht genauer spezifizierte Menge Braunbier. In den Jahren 1889/90 hatte sie den höchsten Malzverbrauch der Berliner Weißbierbrauereien. Im Folgejahr wurde sie knapp von der Brauerei Carl Breithaupt überboten. Die Brauerei belieferte um die Wende zum 20. Jahrhundert nicht nur Lokale in Berlin und Umgebung (zum Beispiel ein Weißbierlokal in der Zehdenicker Straße 9 mit einem eigenen Ausschank, das Waldhaus b. Hubertus-See in Halensee bei Berlin), sondern hatte auch Abnehmer in anderen deutschen Landesteilen, wie die Gastwirtschaft Weißbier-Hahn in der Hamburger Mühlenstraße.
1896 war die Brauerei auf der Großen Berliner Gewerbeausstellung vertreten.
Im November 1910 wurde die große Mälzerei der Firma ein Raub der Flammen, als etwa 30.000 Zentner Malz verbrannten. Diese Meldung verbreitete sich im ganzen Deutschen Reich und auch in Österreich.
Gabriel & Jäger war Mitglied im Verein der Berliner Weißbierbrauereien.
Der Unternehmensleiter Friedrich Wilhelm Gabriel verstarb im März 1913.  Er hatte auch die 1903 in Weißensee eröffnete Berliner Brauerei Gabriel & Richter geleitet und gehörte zu den Millionären in Preußen.
Im Anschluss übernahm Kauffrau Clara Gabriel die Unternehmensführung bzw. Inhaberschaft.
Die Auflösung des Unternehmens erfolgte offiziell im Jahr 1920.
Die Nutzbauten wurden später abgerissen und es entstand zwischen dem Eckgebäude (Choriner Straße 85/Zehdenickerstraße) und dem Haus Choriner Str. 83 eine Brache. Nach der Wende und den folgenden wirtschaftlichen Veränderungen fand sich ein Investor, der Ende der 2000er Jahre auf dem 6000 m² großen Areal ein Wohnensemble errichtet hat: die Choriner Höfe. Das Eckhaus (Nummer 85) ist noch im 21. Jahrhundert erhalten und saniert worden.